# Tobeen

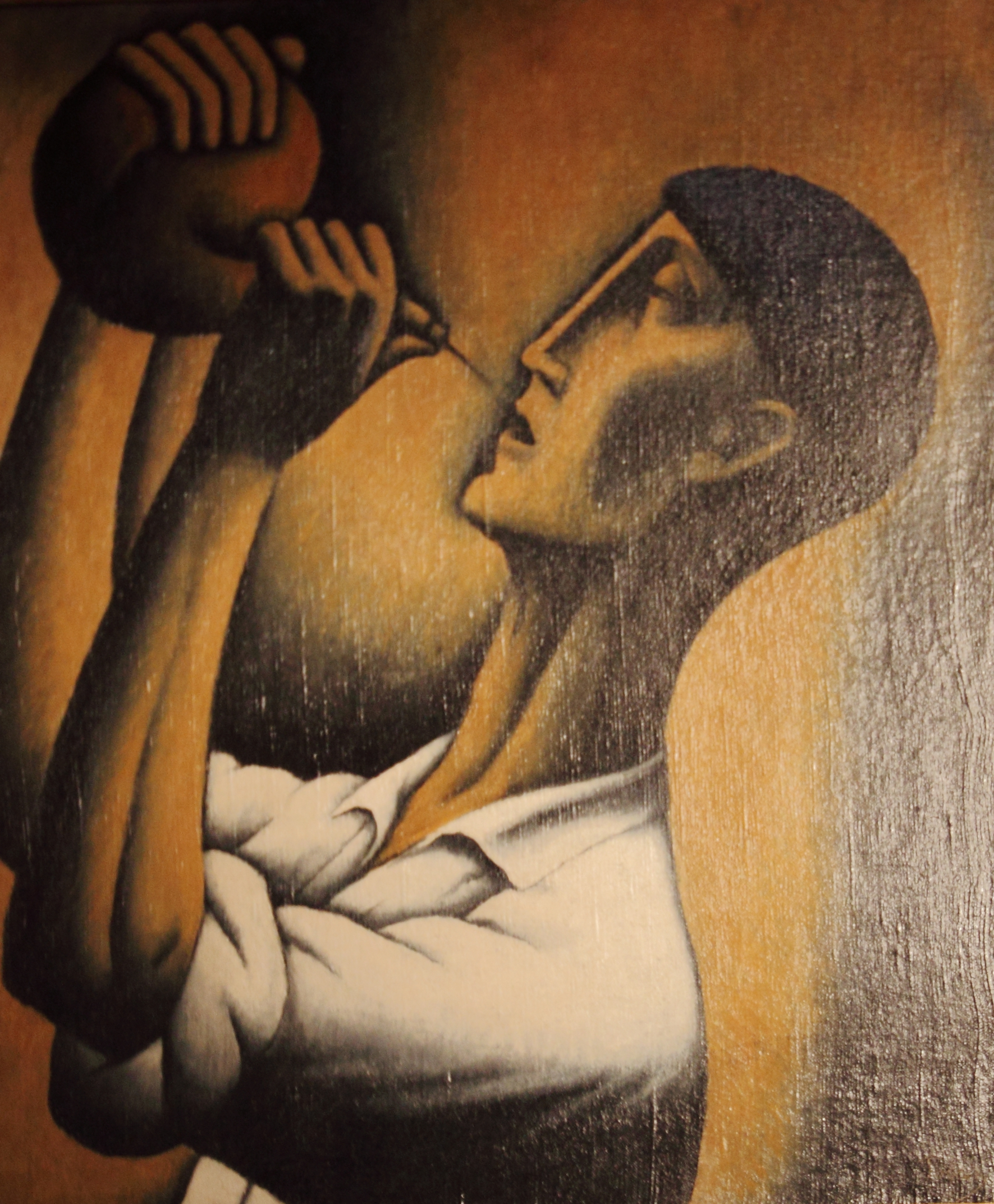
Buveur à la gourde, Musée basque et de l'histoire de Bayonne

Tobeen (Bordeaux, 20 juli 1880 – Saint-Valery-sur-Somme, 14 maart 1938) is het pseudoniem van de kunstschilder Félix Elie Bonnet.

## Levensloop
Tobeen verbleef altijd veel in het westelijk deel van de Pyreneeën, Baskenland. Vanaf 1910 werkte hij in Parijs, waar hij contact onderhield met kunstenaars uit de groep van Pablo Picasso en Georges Braque en met de groep van de broers Duchamp (Gaston, Raymond en Marcel) in Puteaux. Maar Tobeen was geen stadsmens. Hij hield van het vrije leven, de zee, de bossen en ging na 1920 in Saint-Valery-sur-Somme wonen. Tobeens schilderijen, tekeningen en houtgravures laten de sporen van zijn Parijse periode zien en zijn passie voor de poëzie in het menselijk bestaan.
Doordat de kunsthandels Huinck en Scherjon en daarna G.J. Nieuwenhuizen Segaar veel werken van Tobeen verkochten in Nederland, is een deel van zijn werk Nederlands eigendom.

## Tentoonstellingen
- 1912 Galerie La Boétie, Parijs: La Section d'or
- 1913 Armory Show, New York
- 2012 Galerie Musée des Beaux Arts, Bordeaux: Tobeen, un poète du cubisme
- 2013 Museum Flehite, Amersfoort: Tobeen, eigenzinnig kubist, poëtisch realist

## Nederlandse musea met werken van Tobeen
- Centraal Museum, Utrecht
- Kröller-Müller Museum, Otterlo
- Voorheen Scheringa Museum voor Realisme, Spanbroek

## Buitenlandse musea met werken van Tobeen
- Musée Basque, Bayonne
- Musée des Beaux Arts de Bordeaux, Bordeaux
- Musées Menton, collection Wakefield, Menton
- Musée des Beaux Arts de Nancy, Nancy